# Aminoacil ARNt sintetasa
Una aminoacil-ARNt sintetasa (aaRS) es una enzima que cataliza la esterificación de un aminoácido específico o su precursor con uno cualquiera de sus ARNt afines que resulten compatibles para formar un aminoacil-ARNt. A veces se denomina "carga" a este proceso de conjugación del ARNt con el aminoácido. Una vez que el ARNt se ha cargado, un ribosoma puede transferir el aminoácido desde el ARNt a un péptido en crecimiento de acuerdo al código genético.

## Mecanismo
La sintetasa primero se une a ATP y al correspondiente aminoácido o su precursor para formar un aminoacil-adenilato, liberando una molécula de pirofosfato inorgánico (PPi). El complejo adenilato-aaRS luego se une la molécula apropiada de ARNt, y el aminoácido se transfiere desde el complejo aminoacil-AMP a un grupo hidroxilo (ya sea 2' o 3') del último nucleótido (A76, en el extremo 3') del ARNt. Algunas sintetasas también pueden mediar una reacción de corrección de lectura para garantizar una alta fidelidad en la carga del ARNt: si el ARNt se ha unido con un aminoácido incorrecto, la sintetasa puede hidrolizar la unión aminoacil-ARNt.

## Reacción
Reacción:
1. aminoácido + ATP → aminoacil-AMP + PPi
2. aminoacil-AMP + ARNt → aminoacil-ARNt + AMP

Reacción total:

## Clases
Hay dos clases de aminoacil-ARNt sintetasa:
- Clase I: Esta posee dos motivos con secuencias muy conservadas. Puede ser una proteína monomérica o dimérica (posee una o dos subunidades respectivamente). Cataliza la aminoacilación en el grupo 2'-OH de un nucleótido de adenosina del ARNt.

- Clase II: Esta posee tres motivos con secuencias altamente conservadas. Usualmente es dimérica o tetramérica (dos o cuatro unidades respectivamente). Cataliza la aminoacilación en el grupo 3'-OH de la misma adenosina. Como excepción, aunque la fenilalanil-ARNt sintetasa pertenece a la clase II, produce aminoacilación en el grupo 2'-OH.

Aunque el aminoacilo se una inicialmente a la posición 2' del nucleótido del ARNt, finalmente migra a la posición 3' a través de un proceso de transesterificación.

## Estructuras
Ambas clases de aminoacil-ARNt sintetasas son proteínas multidominio. Típicamente, una aaRS consiste en un dominio catalítico (donde ocurren las dos reacciones antes descritas), un dominio de unión al anticodón (que interactúa principalmente con la región del anticodón del ARNt y asegura la unión del ARNt correcto a cada aminoácido). Además algunas aaRS poseen sitios adicionales de unión al ARNt y dominios de edición que hidrolizan las moléculas aminoacil-ARNt incorrectamente emparejadas.
Se ha encontrado que los sitios catalíticos de una determinada clase de aaRS son homólogos unos de otros, mientras que no hay similitud entre los de las clases I y II. Las aaRS de clase I poseen un plegamiento Rossmann y poseen la arquitectura de cadenas antiparalelas beta, mientras que las aaRS clase II poseen un plegamiento único formado por cadenas beta antiparalelas.
Los dominios en hélice alfa de unión al anticodón de las sintetasas de arginil, glicil y cisteinil-ARNt se denominan dominos DARL debido a una secuencia de aminoácidos característica, muy conservada evolutivamente (D-A-R-L).

## Evolución
La mayoría de las aminoacil-ARNt sintetasas de una determinada especificidad son evolutivamente más cercanas entre sí que a las aaRS de otra especificidad. Sin embargo, las asparraginil-ARNt sintetasas y glutaminil-ARNt sintetasas se encuentran dentro del grupo de las aspartil-ARNt sintetasas y glutamil-ARNt sintetasas, respectivamente. La mayoría de las aaRS de una especificidad dada también pertenecen a una sola clase. Sin embargo, hay dos versiones diferentes de las lisil-ARNt sintetasas, una perteneciente a la clase I y la otra perteneciente a la clase II.
Además, las filogenias moleculares de las aaRS a menudo no son compatibles con las filogenias aceptadas para los organismos, por ejemplo violan el patrón de llamada filogenética canónica demostrado por la mayoría de otras enzimas en los tres dominios de la vida: Archaea, Bacteria y Eukarya. Por otra parte, las filogenias inferidas para aaRS de diferentes aminoácidos a menudo no están de acuerdo unas con otras. Estos son dos claros indicios de que se ha producido una transferencia horizontal en varias ocasiones durante la historia evolutiva de las aminoacil-ARNt sintetasas (Carl R. Woese, Gary J. Olsen, Michael Ibba, and Dieter Söll. Microbiology and Molecular Biology Reviews, March 2000, p. 202-236, Vol. 64, n.º 1: Aminoacyl-tRNA Synthetases, the Genetic Code, and the Evolutionary Process).

## Expandiendo el código genético por medio de aminoacil-ARNt sintetasas mutantes
En algunas de las aminoacil ARNt sintetasas, la cavidad en la que se une el aminoácido puede mutarse y modificarse para aceptar aminoácidos artificiales, no naturales, sintetizados en laboratorio, con el fin de unirlos a determinados ARNt específicos. Esto supone una expansión del código genético, extendiéndolo más allá de los veinte aminoácidos universales presentes en la naturaleza para incluir también un aminoácido artificial. El aminoácido artificial se encuentra entonces codificado por un codón que de otra forma sería no codificante, como por ejemplo el codón de terminación ambar. Estos organismos que expresan la sintetasa mutante pueden entonces programarse genéticamente para incorporal el aminoácido artificial en una posición deseada de una proteína de interés, permitiendo a los bioquímicos o biólogos moleculares sondear o modificar la función de la proteína. Por ejemplo, se puede partir de un gen que codifica una proteína que une una determinada secuencia de ADN y, dirigiendo un aminoácido artificial con una cadena lateral reactiva al sitio de unión, crear una nueva proteína que corte al ADN en esa secuencia diana, en lugar de unirse a ella.
Otros propósitos útiles de la incorporación de aminoácidos sintéticos son: fotoreactividad, quelación de metales, quelación de xenón, entrecruzamiento, cambios de color, resonancia de espín, fluorescencia, biotinilación, y aminoácidos con actividad redox.

## Servidor de predicción
- ICAARS: B. Pawar,  and  GPS Raghava (2010) Prediction and classification of aminoacyl tRNA synthetases using PROSITE domains. BMC Genomics 2010, 11:507